# Ticonderoga (bande dessinée)
Pour les articles homonymes, voir Ticonderoga.
Ticonderoga est une série de bande dessinée écrite par le scénariste argentin Héctor Germán Oesterheld et publiée de 1957 à 1962 dans différents périodiques des Éditions Frontera (es). Hugo Pratt en dessine les 18 premiers épisodes, publiés entre avril 1957 et juin 1959. À partir du septième épisode, publié en octobre 1957, il est assisté par la dessinatrice Gisela Dester, qui assure ensuite seule les 27 derniers épisodes, publiés de juin 1960 à février 1962.
Cette bande dessinée historique se déroule en Nouvelle-Angleterre du XVIIIe siècle, au temps des rivalités franco-anglaises. Son narrateur est le vieux Caleb Lee, qui se remémore les aventures qu'il avait vécues avec le coureur des bois Ticonderoga. Pratt réutilise cette époque quelques années plus tard dans Fort Wheeling, et ce schéma narratif dans El gaucho.

## Publications originales

### Publication originale en espagnol
Les trois histoires de Ticonderoga ont été publiées en Argentine dans des périodiques des éditions Frontera :
- (es) Ticonderoga Flint, dans Frontera (es) no 1 à 12, avril 1957-mars 1958. 165 demi-planches (revue publiée au format à l'italienne). Dessin de Hugo Pratt, assisté par Gisela Dester à partir du no 7.
- (es) Ticonderoga, dans Frontera Extra no 1 à 4, 6 et 8, juillet 1957-juin 1959. 51 planches. Dessin de Hugo Pratt et Gisela Dester.
- (es) Ticonderoga, dans Frontera Extra no 18 à 39, avril 1960-février 1962. 222 planches. Dessin de Gisela Dester.

### Reprise dans des périodiques
Les planches de Pratt ont été partiellement traduites dans des revues française et italiennes :
- (fr) Les Aventures d'Alain Blainville, dans Kwaï Noblesse no 1 à 5, 1959. Pages 21 à 102 des albums.
- (it) Ticonderoga, dans Radar no 78 à 103, 1962-1963.
- (it) Ticonderoga, dans Sgt. Kirk no 1-2 puis 22-30, juillet-août 1967 puis avril 1969-décembre 1969. Première histoire.
- (it) Toconderoga, dans Sgt. Kirk no 60-61, mars-juin 1979. 18 premières planches de la seconde histoire.

### Albums
- (it) Ticonderoga, Il gatto e la volpe, 1981[5].
- (fr) Ticonderoga, Les Humanoïdes associés, coll. « Aventures », 1982  (ISBN 2731601051).
- (nl) Ticonderoga, Leompia, 1987  (ISBN 9067710512).
- (es) Ticonderoga, SCN Editores Wallen, 2003[5].
- (es) Ticonderoga, Clarín, coll. « Biblioteca Clarín de la Historieta » no 17, 2004  (ISBN 9507823840). Version poche.